# جبل النهدين
جبل النهدين هو أحد الجبال المطلة على العاصمة اليمنية صنعاء من جهة الجنوب كما يطل مباشرة على دار الرئاسة من جهة الجنوب أيضًا. يتكون الجبل من تبتين منفصلتين عن بعضهما البعض ويعتبر من الجبال متوسطة الارتفاع حيث يعلو المنطقة المحيطة به بحوالي 300 متر.

## الأهمية الاستراتيجية للجبل
ظل الجبل ودار الرئاسة هدف متكرر لما يسمى قوات التحالف العربي طيلة سنوات الحرب المستمرة منذ 2015 بعد سيطرة الحوثيين على العاصمة صنعاء في سبتمبر 2014، وتم قصفه عشرات المرات بشكل عنيف. كان الجبل أحد المواقع الاستراتيجية المطلة على صنعاء وكان التنافس على احتلاله والسيطرة عليه أثناء حصار السبعين يوماً عام 1967 على أشده من قبل القوات الملكية وقوات المرتزقة المساندة لهم من جهة والقوات الجمهورية المدافعة عن صنعاء من جهة أخرى، وذلك نظراً لقربه من العاصمة صنعاء وقدرة المدفعية المتمركزة فيه على انتقاء وإصابة أهدافها داخل العاصمة بسهولة، أما اليوم فقد أصبح الجبل وسط العاصمة وضمن مديرية السبعين وتحيط به المنازل والتجمعات السكانية من كل الجهات بسبب التوسع العمراني الكبير الذي شهدته العاصمة بعد قيام ثورة 26 سبتمبر عام 1962. وقد سيطرت عليه القوات الملكية أكثر من مرة في بداية معركة السبعين ووجهت منه ضربات مركزه على أكثر من هدف مدني وعسكري داخل العاصمة، غير أن القوات الجمهورية دحرت القوات الملكية من الجبل أكثر من مرة وتمركزت فيه مجموعة من قوات الأمن المركزي بقيادة الرائد عبدالكريم حُميد قائد الأمن المركزي وقائد موقع النهدين النقيب عبد الملك السياني، وقد تمكنت تلك القوات من السيطرة عليه طيلة فترة الحصار وصد هجمات الملكيين القادمة من جنوب وجنوب غرب العاصمة، وبالتالي حماية العاصمة من الاختراق من الجهة الجنوبية حتى انتهاء الحصار بهزيمة الملكيين ودحرهم نهائيا من محيط صنعاء والمناطق الأخرى وانتصار الجانب الجمهوري في فبراير 1968، وبعدها توقفت الحرب الأهلية في شمال اليمن التي استمرت سبع سنوات بعد قيام الثورة وإعلان الجمهورية.
بداية فترة حكمه قام الرئيس السابق علي عبد الله صالح ببناء القصر الرئاسي المسمى دار الرئاسة، تحت الجبل مباشرة، ولغرض تأمين الحماية للقصر والمنطقة المحيطة بها، كان يتمركز في الجبل معسكر حرس جمهوري ومخازن أسلحة. ويوجد داخل دار الرئاسة مسجد دار الرئاسة ويسمى أيضاً مسجد النهدين نسبة للجبل، وهو المسجد الذي تم قصفه في يونيو 2011 أثناء الاحتجاجات التي قامت ضد علي عبدالله صالح في 2011 وسميت ثورة الشباب، ضمن ما أسمِّي بثورات «الربيع العربي»، في محاولة لاغتياله أثناء حضوره صلاة الجمعة في المسجد، وعرفت محاولة الاغتيال تلك ب«حادثة النهدين». وأصيب في الحادثة الرئيس مع مجموعة كبيرة من المسؤولين الكبار، فيما قتل عدد من الحاضرين في المسجد.